# God zij met ons Suriname
God zij met ons Suriname ist die Nationalhymne von Suriname.

## Geschichte
Der Text stammt in seiner heutigen Fassung von Trefossa. Hinter diesem Pseudonym verbirgt sich der surinamische Dichter Henri Frans de Ziel (1916–1975). De Ziel überarbeitete 1959 im Auftrag von Frank Essed, Mitglied des Ministerrates von Suriname, die zweite Strophe von Suriname’s trotsche stroomen. Dieses Lied wurde 1893 durch den lutherischen Pastor Cornelius Atses Hoekstra für die Sonntagsschule geschrieben, entwickelte sich aber zu einer inoffiziellen Hymne des Landes.
De Ziel fand den ursprünglichen Text zu negativ und änderte die meisten Passagen.
Ursprünglich wurde der Text zu einer 1876 von Johannes Corstianus de Puy (1835–1924) komponierten Melodie gesungen. Für die neue offizielle Hymne wählte De Ziel zunächst die Komposition Welkom von Johannes Nicolaas Helstone (1853–1927) aus. Jedoch sprach sich die Kolonialverwaltung gegen diese Melodie aus, so dass De Ziels Text bis heute (hier: die zweite Strophe in Sranantongo) zu der Melodie von De Puy gesungen wird.

## Text der Nationalhymne

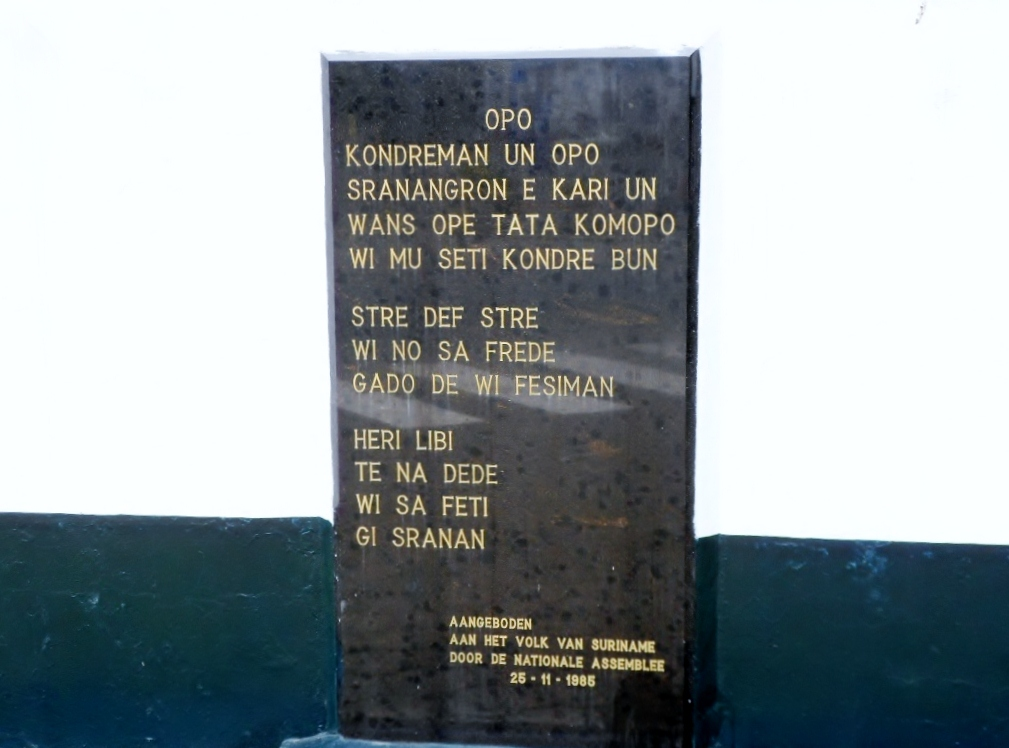
Die Sranan-Strophe der Nationalhymne wurde in Stein gemeißelt und vor dem Parlament (De Nationale Assemblée) in Paramaribo aufgestellt

| Erste Strophe Niederländisch: | Deutsche Übersetzung |
| --- | --- |
| God zij met ons Suriname Hij verheff' ons heerlijk land Hoe wij hier ook samen kwamen Aan zijn grond zijn wij verpand Werkend houden w' in gedachten Recht en waarheid maken vrij Al wat goed is te betrachten Dat geeft aan ons land waardij. | Gott sei mit unserem Suriname. Er erhöhe unser herrliches Land. Wie auch immer wir hier zusammenkamen Seinem Grund sind wir verpflichtet. Arbeitend denken wir daran: Recht und Wahrheit machen frei, schon was als gut ist zu erachten, das gibt unserm Land Wert. |
| Zweite Strophe Sranantongo: | Deutsche Übersetzung |
| Opo kondreman un opo! Sranangron e kari un. Wans’ ope tata komopo Wi mu seti kondre bun. Stré de f’stré, wi no sa frede. Gado de wi fesiman. Eri libi te na dede Wi sa feti gi Sranan.                                                         | Auf Landsmänner, auf! Der Boden von Suriname ruft Euch Von wo immer unsere Vorfahren kamen Wir sollten uns um unser Land kümmern. Wir haben keine Angst zu kämpfen Gott ist unser Führer Unser ganzes Leben bis in den Tod Kämpfen wir für Suriname.                |

### Erste Strophe (alternativ aus dem Niederländischen)
Gott sei mit unserem Suriname.
Er preise unser herrlich Land.
Wie wir auch immer hier zusammenkamen,
an seine Erde sind wir verband.
Arbeitend ist uns in Gedachten,
Recht und Wahrheit machen frei.
Alles was hoffnungsvoll ist zu betrachten,
das gibt unserm Land Erhabenheit.

### Zweite Strophe (alternativ aus dem Sranantongo)
Kommt! steht auf ihr Landgenossen,
Suriname ruft nach euch.
Von wo immer unsere Vorfahren kamen,
wir bringen das Land voran.
Der Streit muss ausgetragen werden,
hiervor haben wir keine Angst.
Gott ist bei uns unser ganzes Leben,
wir nehmen den Streit an für unser Land.

### Text der bis 1959 inoffiziellen Hymne „Suriname’s trotsche stroomen“
Kursiv die geänderte Zeilen:
Suriname’s trotsche stroomen,
Suriname’s heerlijk land,
Suriname’s fiere boomen,
Trouw zijn wij aan u verpand.
Mochten weer de vlooten varen,
Dat de handel welig bloei’,
Dat fabrieken welvaart baren,
Dat hier alles welig groei’.
God zij met ons Suriname
Hij verheff’ ons heerlijk land!
Doch dat elk zich dan ook schame
Die zijn ere maakt te schand' 
Recht en waarheid te betrachten
Zeed’lijk rein en vroom en vrij
Al wat slecht is te verachten
Dat geeft aan ons land waardij!